# Aughton
Aughton is een civil parish in het bestuurlijke gebied West Lancashire, in het Engelse graafschap Lancashire met 8068 inwoners.
Volgens Google Maps en Google Earth zou tot 2010 in de buurt van Aughton de plaats Argleton liggen. Die plaats heeft echter nooit bestaan. Vanaf 2010 verschijnt Argleton niet langer op de kaarten.